# 太平湖 (霹雳)
太平湖位于马来西亚霹雳州太平市，由约10个湖泊组成，當地有马来西亚第一个也是最古老的湖滨公园（1888年开辟成），占地62公顷。

## 歷史
太平湖原先是锡矿采掘殆尽后遗留下来的废矿湖，经过地方政府数十年来积极地发展，才成了今日融合自然美与人工美的名胜地。

## 太平湖八景
太平湖有八个具代表性的景点，合稱太平湖八景。那是一位在华联中学执教的现代诗人许建吾，与太平市的学生，按自己家乡的八大美景拟创出来的。
太平湖八景分別是：
1. 皇岗听猿
2. 曲桥待月
3. 碧水红莲
4. 春岛幽情
5. 翠碧擒波
6. 竹韵琴音
7. 铁骑寻芳
8. 平塘独钓

## 圖片

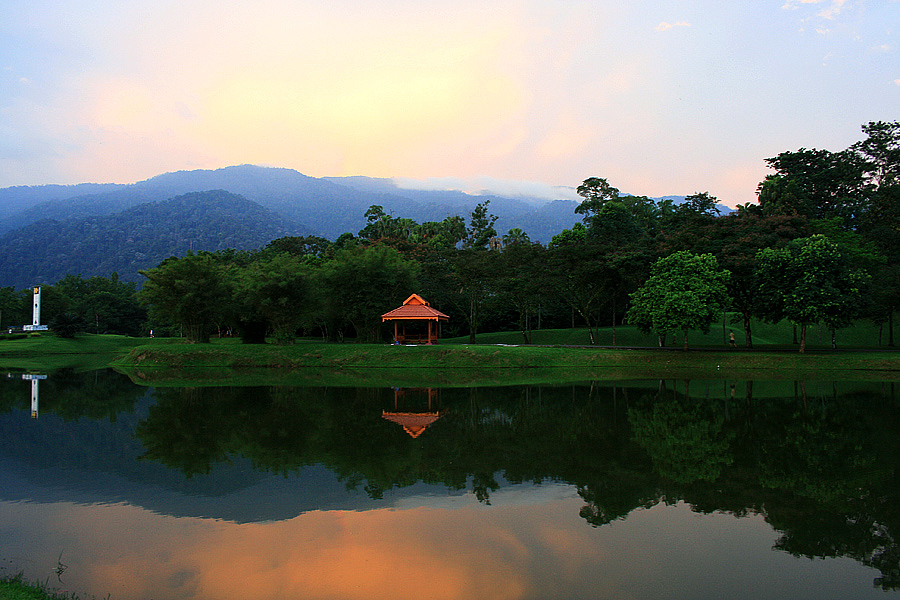
太平湖
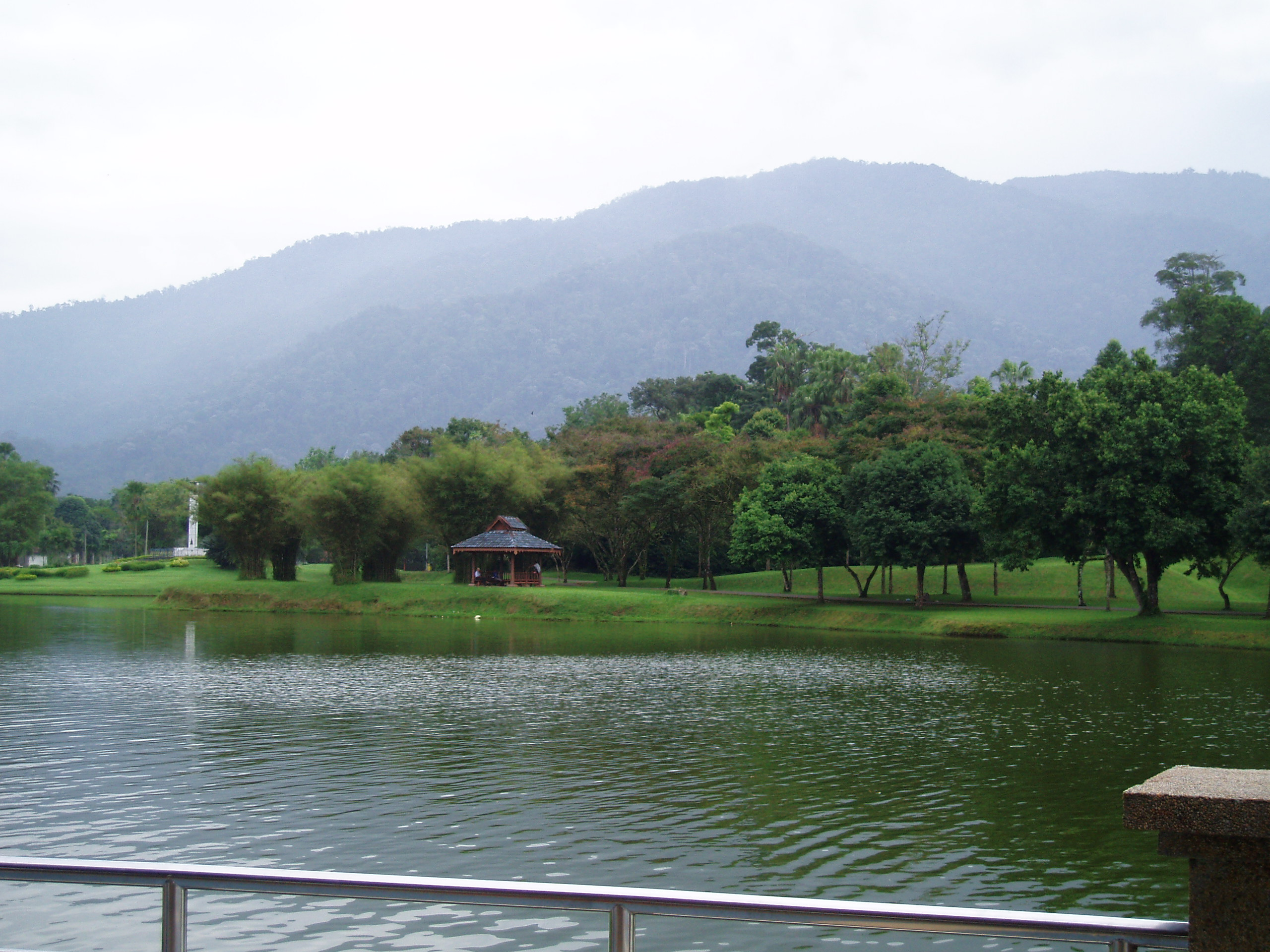
眺望太平山(Bukit Larut/Maxwell Hill)

## 外部連結
- The Star Newspaper（页面存档备份，存于）
- Pictures of Taiping Lake Gardens